# Mary-Kate og Ashley Olsen
Mary-Kate Olsen og Ashley Fuller Olsen (født 13. juni 1986 i Sherman Oaks, Californien, USA) er amerikanske skuespillere, bedst kendt for deres medvirken som Michelle Tanner, i tv-serien Hænderne Fulde (Full House). Begge har medvirket i flere fjernsynsproduktioner, film, fjernsynsprogrammer, interviews og reklamer.

## Biografi

### Opvækst
Pigerne blev født i Sherman Oaks til David Olsen og Jeanette Fuller; familien er af dansk/norsk afstamning. Ashley blev født som den første af tvillingerne – Mary-Kate er blot to minutter yngre end sin søster. 
 De begyndte deres skuespiller-karriere i tv-serien Hænderne Fulde i 1987. De blev hyret til serien, da de kun var 6 måneder gamle og optagelserne begyndte, da de var 9 måneder gamle. Showet var meget populært i de sene 1980'ere og de tidlige 1990'ere. Pigerne deltes om rollen som Michelle Tanner for at kunne skiftes til at optage, så deres rettigheder som børneskuespillere blev overholdt. Det første år havde Ashley det med at begynde at græde foran kameraet, så det blev Mary-Kate, som var mest på skærmen i den første sæson af serien. 
Da producerne af serien ikke ønskede, at seerne skulle vide, at det var tvillinger, der spillede Michelle, blev pigerne præsenteret som "Mary Kate Ashley Olsen" men fra slutningen af sæson 1 og til seriens slutning, blev de dog præsenteret individuelt. Under deres første skuespiller-år lavede Mary-Kate og Ashley adskillige direkte-til-video film såsom To Grandmother's House We Go (1992).

### Karriere
Kort efter Hænderne Fulde endte, begyndte pigerne at reklamere for sig selv. De etablerede deres eget firma Dualstar i 1993, og deres varer er blevet solgt i mere end 3.000 butikker i USA og over 5.300 butikker verdenen over. Som 6-årige var tvillingerne verdens yngste producere nogensinde. Forbes' har haft dem på "The Celebrity 100 list" siden 2002, og i 2007, satte Forbes dem på en 11. plads over de rigeste kvinder i underholdning, med en værdi af $100 millioner. Pigerne blev de yngste selv-gjorte-millionærer i Amerikas historie, inden de fyldte 10 år. På pigernes 17-års fødselsdag (13. juni 2003), annoncerede CNN ikke kun deres fødselsdag, men også tvillingernes totale finansielle værdi – $150.000.000 hver. Den samme nyhedskilde forudså at tvillingerne ville være milliardærer som 21-årige.[kilde mangler]
Mary-Kate og Ashley var populære personer på markedet for de helt unge teenagere i de sene 1990'ere og tidlige 2000. Deres navne blev en hjemmeindustri, med deres gode smag inden for tøj, bøger, dufte, magasiner, film og plakater. Der blev endda lavet Mary-Kate og Ashley-dukker fra Mattel fra 2000 til 2005. 
De medvirkede i video-serien The Adventures of Mary-Kate & Ashley og You're Invited To Mary-Kate and Ashley's..., det amerikanske ABC show Two of a Kind, og ABC Family's So Little Time. Desværre blev So Little Time ikke modtaget specielt godt hos kritikerne og de skuffede fans. Trods dette blev de nummer 3 på VH1-programmet 100 Greatest Child Stars. 
Deres nyeste optræden var i romantiske komedie New York Minute, hvor også Eugene Levy medvirkede. Filmen skulle egentlig være brugt til at få pigerne ud af deres søde og pæne-image, og skaffe dem mere voksne og seriøse roller. Filmen indtjente $5.96 million under sin åbningsweekend. Det er lavest nogensinde tjent på en film, som havde premiere i 3.000 biografer.
Mary-Kates første optræden uden Ashley var i filmen Factory Girl, som udkom i december 2006. Mary-Kate havde egentlig medvirket i adskillige scener, men efter redigeringen af filmen, ses hun dog kun i baggrunden i en enkelt scene. Mary-Kate havde også en mindre gæsterolle i tv-serien Weeds, og hun er sat til at skulle medvirke i den selvstændinge film The Wackness i 2008, med Ben Kingsley, som hun faktisk kysser lidenskabeligt med.
Ashley har også optrådt alene; i filmen "The Informers" fra 2008, hvor Billy Bob Thornton også medvirker.

### Mode
Som søstrene er blevet ældre, har det været vist stor interesse for deres tøjdesigns, med New York Times som har udnævnt Mary-Kate til et stilikon for at have opfundet det såkaldte (og nu populære stil blandt kendisser og fans) "hjemløse" look. Stilen som ofte beskrives som lidt hippie-agtige slidte look, er også blevet populært i Storbritannien af Kate Moss og Sienna Miller. Looket består af enorme solbriller, støvler, løse trøjer og flagrende nederdele, alt dette sammen med store eller små størrelse armbånd, halskæder osv. Pigernes tøjsmag har dog skabt debat, idet Ashley er blevet kåret som "PETA's 2006 Worst Dressed list" for at bære pels.
Mary-Kate og Ashley har deres egen tøjlinie i Wal-Mart butikker for piger mellem 4 og 14 år, og en skønhedsserie kaldet: "Mary-Kate and Ashley: Real fashion for real girls". I 2004 lavede pigerne store overskrifter, da de tillod arbejderne, som syr deres tøj i Bangladesh at have barselsorlov. National Labor Committee, som hjalp pigerne med til tilladelsen, roste senere pigernes engagementet for arbejders rettigheder. Direktøren for denne organisation, Charles Kernaghan har udtalt: "Olsen-tvillingerne har gjort det rette. Nu er det op til Wal-Mart enten at støtte Mary-Kate og Ashelys engagement omkring kvinders rettigheder eller at simpelthen at lukke dem ned."
Pigerne var ansigter for den populære tøjkreation Badgley Mischka i 2006, i et forsøg på at gøre dem troværdige inde for modebranchen, efter deres samarbejde med Wal-Mart. De har også lanceret deres nye tøjmærke "The Row", som er opkaldt efter den berømte Savile Row af London. De har også lanceret en ny tøjkreation for The Row, kaldet "Elizabeth & James", efter nogle af tvillingernes søskende.
Mary-Kate og Ashley har været kritiseret af dyrerettighedsgruppen PETA for at have brugt pels i deres tøjlinier for The Row. PETAs ungdomsgruppe PETA2 har oprettet en hjemmeside Arkiveret 13. juni 2008 hos  Wayback Machine i december 2007, hvor de omtaler tvillingerne som "Trollson Twins, Hairy-Kate og Trashley".

### Privat
Mary-Kate og Ashley har en ældre bror, Trent, en yngre søster, Elizabeth og to halvsøskende Taylor og Jake. Tvillingernes forældre blev skilt i 1995. Taylor og Jake er fra deres fars andet ægteskab med Martha Mackenzie-Olsen.
Mary-Kate og Ashley annoncerede i 2004 at de ville fortsætte deres studier efter high school på New York University. De fleste børne- og teenageskuespillerne vælger at arbejde som skuespillere på fuld tid efter at de er gået ud af high school, men få såsom Brooke Shields, Jodie Foster, Julia Stiles og Natalie Portman valgte at fortsætte deres studier, ligesom tvillingerne. I 2005 flyttede Mary-Kate tilbage til Californien. Hun besluttede at bosætte sig ved vestkysten og arbejde mere individuelt med deres firma, Dualstar. Ashley, som stadig bor i New York, har stadig tæt kontakt med sin søster.
I 2004 checkede Mary-Kate ind på en afvænningsklinik i Utah i 6 uger, fordi hun led af spiseforstyrrelsen anorexia nervosa. Der var rygter, der sagde at hun også var afhængig af stoffer, og til dette udtalte Olsens publicist: "Mary-Kate er ikke afhængig af stoffer. Og har aldrig været det.". Mary-Kate tog omkring de 2-3 kilo på omgående, som hun blev indlagt og efterfølgende billeder har vist at hun helt sikkert har taget mere på. Trods dette blev der snart, igen, skrevet om en meget tynd Mary-Kate i januar 2007 i bladet "Star magazine". De hævede at hendes vægt var helt nede på 36 kg. Hun er blevet set iført meget løst og baggy-tøj, men Mary-Kates talsperson har udtalt: "Mary-Kate har ikke tabt vægt. Hun tager sig godt af sig selv.".
I 2005 endte Mary-Kates forhold til den græske shippingherre Stavros Niarchos III. Niarchos begyndte derefter at date hotelarvingen Paris Hilton. Mary-Kate har sagt, at bruddet var en af grundene til at flytte fra New York. "Jeg savner ham og jeg elsker ham", har Mary-Kate udtalt. "Det er hårdt og smertefuldt emne." Og da journalister spurgte, om der var en speciel til at hun flyttede fra New York, svarede hun tilbage: "Det tror jeg vi alle kan gætte os til.". Bruddet og Niarchos' kæresteri med Paris Hilton gjorde at der kom splid i mellem Hilton og Mary-Kate. "Paris og jeg har altid haft pæne ting at sige om hinanden", har Olsen sagt. "Nu tror jeg du kan regne ud at vi ikke snakker sammen mere.". 
I 2006 vandt Ashley en $40 mio. retssag mod magasinet National Enquirer, for at have lavet overskriften "Ashley Olsen Caught In Drug Scandal," med en historie med tilhørende billede af Ashley med sine øjne halvt-lukkede. Retssagen afgjorde at billedet tydeligvis var blevet taget, så man kunne lave en misrepræsentation af Ashley påvirket af stoffer. Ashley har fuldt og fast benægtet anklagerne og siger at hun aldrig har, ikke bruger eller sælger euforiserende stoffer. Retssagen gav $20 mio. for æresfornærmelse og $20 mio. for falsk opdigtelse af historie mod privat person. 
I 2008 blev Mary-Kate involveret i skuespilleren Heath Ledgers død, da Ledgers massøse, som fandt ham, ringede til den 21-årige Olsen-tvilling 2 gange, før hun ringede efter 911. Der har også været spekulationer om at Mary-Kate har haft et forhold til Ledger lige op til hans død. Olsen har også udtalt igennem hendes publist at: "Heath var en ven. Hans død er et tragisk tab. Mine tanker er med hans familie.".

## Filmografi
| År   | Titel                                       | Mary-Kates rolle                 | Ashleys Rolle                   |
| 1992 | To Grandmother's We House                   | Sarah Thompson                   | Julie Thompson                  |
| 1993 | Double, Double, Toil and Trouble            | Kelly Farmer, tante Sophia (ung) | Lynn Farmer, tante Agatha (ung) |
| 1994 | How The West Was Fun                        | Jessica                          | Susie                           |
| 1994 | The Little Rascals                          | Tvilling 1                       | Tvilling 2                      |
| 1995 | To Tøser Ta'r Affære (It Takes Two)         | Amanda Lemmon                    | Alyssa Callaway                 |
| 1998 | Far på Plakaten (Billboard Dad)             | Tess Tyler                       | Emily Tyler                     |
| 1999 | Passport to Paris                           | Melanie Porter                   | Allyson Porter                  |
| 1999 | Switching Goals                             | Sam Stanton                      | Emma Stanton                    |
| 2000 | Seje Søstre på Eventyr (Our Lips are Sealed | Maddie Parker                    | Abby Parker                     |
| 2000 | Poptøser (Winning London)                   | Chloe Lawrence                   | Riley Lawrence                  |
| 2001 | Holiday in the Sun                          | Madison                          | Alex                            |
| 2002 | På Vej (Getting There)                      | Kylie                            | Taylor                          |
| 2002 | Postkort fra Rom (When in Rome)             | Charli                           | Leila                           |
| 2003 | The Challenge                               | Shane                            | Elizabeth                       |
| 2003 | Charlie's Angels: Full Throttle             | Fremtidig "Angel"                | Fremtidig "Angel"               |
| 2004 | New York Minute                             | Roxy Ryan                        | Jane Ryan                       |

## TV-serier
| År        | Titel                                                          | Mary-Kates rolle | Ashleys Rolle   |
| 1987-1995 | Full House                                                     | Michelle Tanner  | Michelle Tanner |
| 1998-1999 | Two of A Kind                                                  | Mary-Kate Burke  | Ashley Burke    |
| 2001      | Mary-Kate og Ashley på farten (Mary-Kate and Ashley in Action) | Misty (stemme)   | Amber (stemme)  |
| 2001-2002 | So Little Time                                                 | Riley Carlson    | Chloe Carlson   |